# Terlingua (Teksas)
Terlingua je naseljeno mjesto za statističke potrebe u američkoj saveznoj državi Teksas. Prema popisu stanovništva iz 2010. u njemu je živjelo 58 stanovnika.